# Ledovcový proud

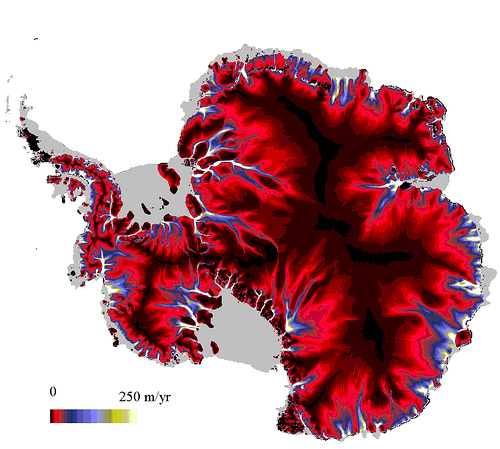
Mapa rychlosti Antarktidy. Ledové proudy lze pozorovat s rostoucí rychlostí (modro-žluto-bílou), která teče k pobřeží.

Ledovcový proud je oblast rychle se pohybujícího ledu v ledovém příkrovu. Je to typ ledovce, ledové těleso, které se pohybuje pod svou vlastní tíhou. Proudy se mohou pohybovat nahoru o 1000 m za rok, mohou být až 50 km široké a stovky kilometrů dlouhé. Mívají asi 2 km maximální hloubku a tvoří většinu ledu, který opouští příkrov. V Antarktidě tvoří ledovcové proudy přibližně 90 % úbytku hmotnosti příkrovu za rok a v Grónsku přibližně 50 % úbytku hmotnosti.
Smykové síly způsobují deformaci a rekrystalizaci, které řídí pohyb, tento pohyb poté způsobí, že se po vyloučení veškerého materiálu v ledové desce vytvoří trhliny. Sedimenty také hrají důležitou roli v rychlosti proudění, čím měkčí a snáze deformovatelné jsou přítomné sedimenty, tím snazší je, aby rychlost proudění byla vyšší. Většina ledovcových proudů obsahuje na dně vrstvu vody, která maže tok a zvyšuje rychlost.